# Adicocrita koranata
Adicocrita koranata är en fjärilsart som beskrevs av Felder 1875. Adicocrita koranata ingår i släktet Adicocrita och familjen mätare. Inga underarter finns listade i Catalogue of Life.